# 浪人街 (1957年の映画)
『浪人街』（ろうにんがい）は、1957年（昭和32年）に公開されたマキノ雅弘監督の日本の剣戟映画である。また、マキノ正博監督により1928年（昭和3年）制作・公開された『浪人街 第一話 美しき獲物』の三度目のセルフリメイク作品になる。

## ストーリー
人出に賑う浅草で浪人赤牛弥五右衛門は、通り合せた旗本愚連隊小幡伝太夫、弟七郎右門らと衝突したが、土地の用心棒母衣権兵衛の出現でおさまり、その夜居酒屋で浪人荒牧源内と大喧嘩を始めたが再び権兵衛の手で落着する。源内は巾着切りの女房お新に貢がせて放蕩している。赤牛の住む長屋には土居孫八郎という一徹の浪人が帰参を夢みて妹おぶんと暮しているが、帰参に必要な若殿拝領の短刀まで手離す。世をすねた彼は、小幡兄弟の暴力にさらされたおぶんを訳もさかず叩き出してしまう。おぶんは浅草の水茶屋で、お仙の許で働く。その頃、孫八郎の所へ国許から帰参成就の吉報がくる。彼は赤牛に十両の報酬で短刀の探索を頼むが、居合わせた母衣は源内の腰の短刀を思い出して赤牛に告げる。数日後、三社境内で源内と出会った赤牛は好機到来と彼に挑戦し勝負の最中、群衆の中に小幡兄弟を見つけ二人の鉾先は一転、源内はお新を人質に逃亡、赤牛は七郎右門と意気投合し酒の振舞いと仕官の望みにかりたてられ小幡の食客となった。源内をおびき出すため、兄弟は両替商近江屋の献策で、お新を裸にして子恋の森で牛裂きの極刑に処することに決め旗本衆に触れを出すと共に、過日捕えたおぶんを赤牛の言で放免する。決行の当夜、源内は丹前風呂で湯女小芳の苦言もよそに「女に呉れてやる命はないわ」とうそぶいていたが、駈けこんできたおぶんのしらせに決然、「俺のかたみだ！」と例の短刀をおぶんに渡すや、大地を蹴って子恋の森へと急ぐ。

### キャスト
- 近衛十四郎 - 荒牧源内
- 河津清三郎 - 赤牛弥五右衛門
- 藤田進 - 母衣権兵衛
- 北上弥太朗 (八代目嵐吉三郎) - 土居孫八郎
- 龍崎一郎 - 小幡七郎右衛門
- 高峰三枝子 - 小芳
- 水原真知子 - お新
- 山鳩くるみ - おぶん
- 野上千鶴子 - 水茶屋お仙
- 石黒達也 - 小幡伝太夫
- 清水元 - 近江屋藤兵衛
- 森健二 - 岡ッ引金五郎
- 本郷秀雄 - 岡ッ引佐吉
- 丘寵児 - 居酒屋亭主
- 田中謙三 - 中川彦十郎
- 梅沢昇 - 易者
- 泉一郎 - 隠居
- 中島淑恵 - おまき

### スタッフ・作品データ
- 企画 : 杉村章栄
- 監督 : マキノ雅弘
- 脚色 : 村上元三、マキノ雅弘
- 原作 : 山上伊太郎
- 撮影 : 三村明
- 美術 : 進藤慎吾
- 音楽 : 鈴木静一
- 録音 : 竹川昌男
- 照明 : 入江進
- 編集 : 宮本信太郎
- 助監督 : 礒田一雄
- 時代考証 : 新井勝利
- 上映時間 : 110分
- フォーマット : 白黒映画 - スタンダードサイズ（1.33:1）